# Jean-Claude Maene
Jean-Claude Maene (Schaarbeek, 29 januari 1955) is een Belgisch politicus van de PS.

## Levensloop
Maene werd beroepshalve sociocultureel opvoeder en ambtenaar.
Nadat hij in oktober 1988 werd verkozen tot gemeenteraadslid van Beauraing, werd hij in 1994 schepen van Onderwijs, Cultuur en Sociale Zaken van de gemeente. Tevens was hij in die periode raadgever op het kabinet van Laurette Onkelinx.
In oktober 2000 streed hij samen met zetelend burgemeester Robert Belot om het burgemeesterschap van Beauraing. Maene haalde bij de gemeenteraadsverkiezingen van 2000 de meeste stemmen, waarna hij de nieuwe burgemeester werd in een coalitie van PS en MR. Nadat de gemeenteraadsverkiezingen van 2006 zette hij deze coalitie voort en kon zo burgemeester blijven. In de legislatuur 2007-2012 viel de MR-afdeling van Beauraing echter uiteen in twee clans. De ene clan steunde Maene, de andere de oppositie onder leiding van het cdH. Bij de gemeenteraadsverkiezingen van 2012 behaalde de oppositie een goed resultaat en belandde Maene in de oppositie. Hij bleef nog wel tot 2018 gemeenteraadslid.
Bij de federale verkiezingen van 2003 stond hij als eerste opvolger op de PS-lijst voor de Kamer van volksvertegenwoordigers in de kieskring Namen en behaalde meer dan 6000 voorkeurstemmen. In juni 2004 werd hij effectief Kamerlid ter opvolging van Claude Eerdekens en was in de Kamer lid van de commissie Binnenlandse Zaken. Bij de verkiezingen van 2007 werd hij niet herkozen.
Vervolgens was hij van 2009 tot 2014 lid van het Waals Parlement en van het Parlement van de Franse Gemeenschap en was in het Waals Parlement van 2010 tot 2013 de voorzitter van de commissie Algemene Zaken. In 2008 werd hij de voorzitter van de PS-afdeling van het arrondissement Dinant-Philippeville.
Na zijn parlementaire loopbaan werd hij bestuurder en ondervoorzitter van het directiecomité van het Economisch Bureau van de provincie Namen.